# (3688) Navajo
(3688) Navajo (1981 FD) – planetoida z pasa głównego asteroid okrążająca Słońce w ciągu 5,79 lat w średniej odległości 3,22  au Odkry ją Edward Bowell 30 marca 1981 roku.